# Peugeot 307 CC
Peugeot 307 CC var en coupé/cabriolet-udgave af Peugeot 307, som blev produceret fra 2003 til 2008.
Den fandtes med de største motorer fra den normale 307, dvs. en 1,6 16V med 109 hk og en 2,0 16V i to versioner med hhv. 136 og 177 hk.
Modellen gennemgik ligesom den normale 307 et facelift i 2005, hvor front, bagende og interiør blev ændret, samtidig med at den mindste udgave af 2,0 16V's effekt steg til 140 hk. Desuden blev en dieselmodel med en 2,0 HDi-motor med 136 hk tilføjet modelprogrammet.
Benzinmodellerne var som standard forsynet med en 5-trins manuel gearkasse, mens den mindste udgave af 2,0 16V (136/140 hk) som ekstraudstyr kunne fås med Tiptronic-automatgear. Dieselmodellen var forsynet med en 6-trins manuel gearkasse.

## Tekniske specifikationer[1]
| Model                           | Cylindre | Ventiler | Slag- volume cm³ | Effekt | Effekt | Effekt | Drejnings- moment | Drejnings- moment | Motor- kode | 0-100 km/t | Top- fart | Årgange | Årgange |
| Model                           | Cylindre | Ventiler | Slag- volume cm³ | kW     | hk     | omdr.  | Nm                | omdr.             | Motor- kode | sek.       | km/t      | fra     | til     |
| ------------------------------- | -------- | -------- | ---------------- | ------ | ------ | ------ | ----------------- | ----------------- | ----------- | ---------- | --------- | ------- | ------- |
| 307 CC-modeller med benzinmotor |          |          |                  |        |        |        |                   |                   |             |            |           |         |         |
| 1.6                             | 4        | 16       | 1587             | 80     | 109    | 5800   | 146               | 4000              | NFU         | 12,7       | 192       | 2003    | 2008    |
| 2.0                             | 4        | 16       | 1997             | 100    | 136    | 6000   | 190               | 4100              | RFN         | 10,3       | 207       | 2003    | 2005    |
| 2.0                             | 4        | 16       | 1997             | 103    | 140    | 6000   | 200               | 4100              | RFJ         | 10,1       | 207       | 2005    | 2008    |
| 2.0                             | 4        | 16       | 1997             | 130    | 177    | 7000   | 202               | 4750              | RFK         | 9,4        | 225       | 2003    | 2008    |
| 307 CC-modeller med dieselmotor |          |          |                  |        |        |        |                   |                   |             |            |           |         |         |
| 2.0 HDi                         | 4        | 16       | 1997             | 100    | 136    | 4000   | 320               | 2000              | RHR         | 11,1       | 208       | 2005    | 2008    |